# 军人球场

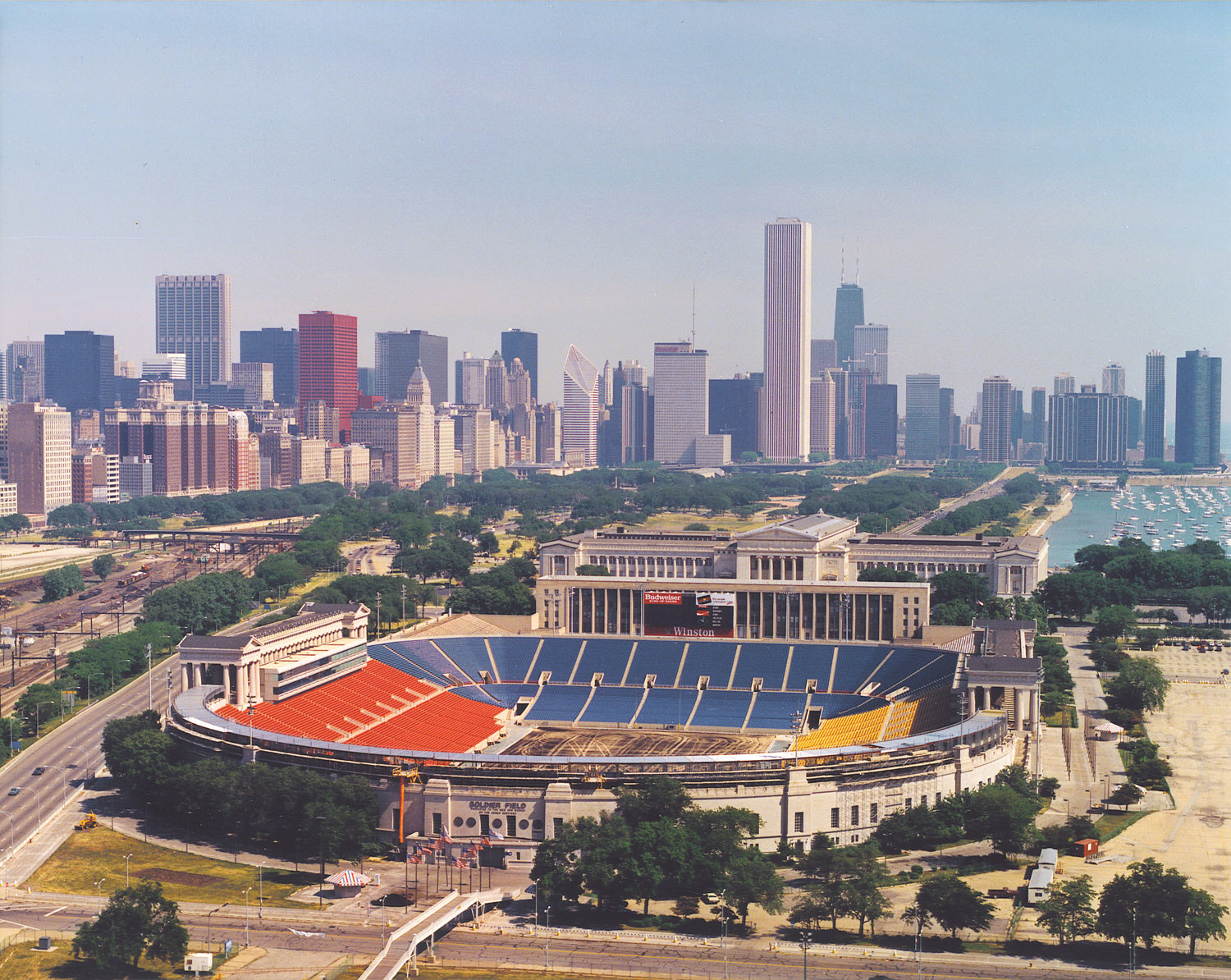
军人球场於1988年時的模樣。

军人球场（Soldier Field，又被译作士兵体育场）位于美国芝加哥市近南区的密歇根湖畔，可容纳63,500人，始建于1922年。军人球场是NFL职业美式足球成员芝加哥熊队的主场，亦是1994年世界盃揭幕战的举办场地。

## 世界盃
军人球場是1994年男子世界盃揭幕战的举办球场，本场比赛中德国队1比0战胜了玻利维亚队。该球场也是1999年女子世界杯的举办球场之一。

## 超級盃
迄今为止军人球场尚未举办过任何一场超级碗的比赛。

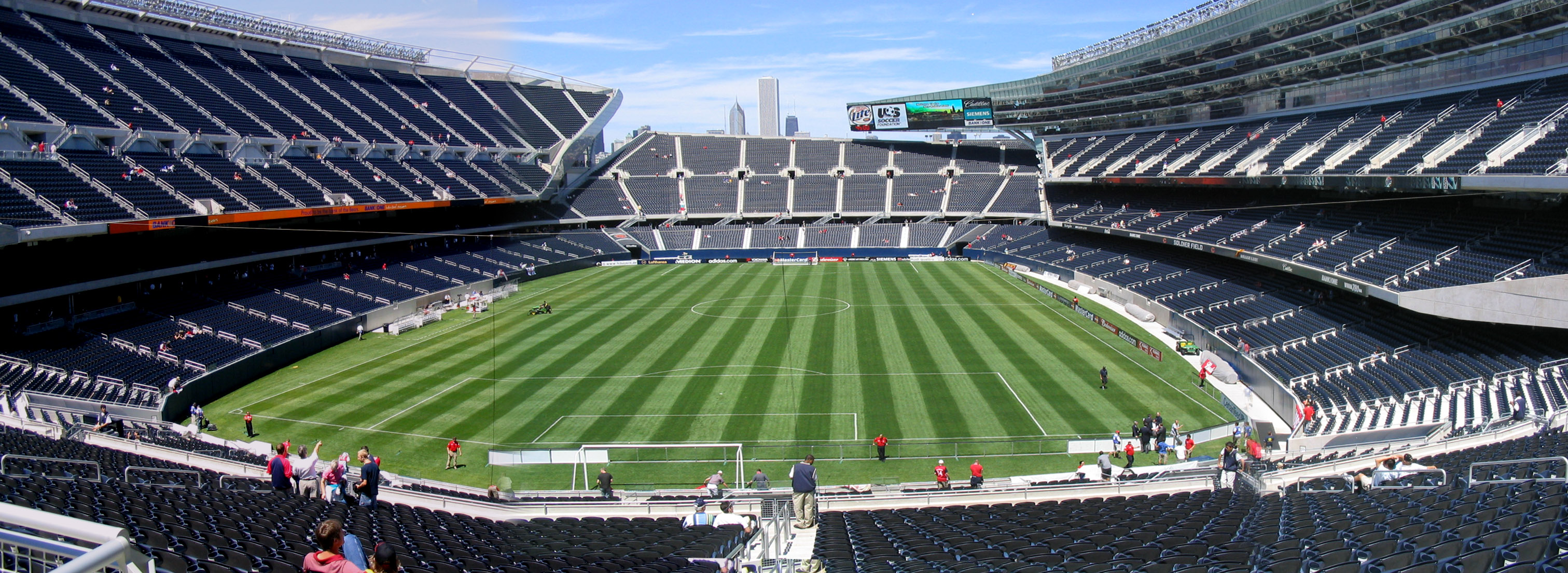
军人球场於2002年曾作翻新，之後設備更為現代化。

## 外部連結
- 军人球場官方網站 （页面存档备份，存于）

| 前任： 圣西罗球场 （意大利米兰） | 國際足联世界盃 揭幕战舉行場地 1994年 | 繼任： 法蘭西球場 （法國巴黎） |